# بويار نيشاني
بويار فائق نيشاني (بالألبانية: Bujar Nishani‏) (29 سبتمبر 1966 - 28 مايو 2022)، هو الرئيس السادس لجمهورية ألبانيا من (2012-2017).
توفي في 28 مايو 2022 بسبب مرض فيروس كورونا عن عمر يناهز 55 عامًا.

## الحياة الشخصية والأكاديمية
ولد بويار نيشاني في دراس في ألبانيا عام 1966. تخرج من الأكاديمية العسكرية الألبانية وبعدها أكمل تعليمه العالي في سان أنطونيو، تكساس في العام 1996. تخرج عام 2004 من جامعة تيرانا بكلية القانون. وهو متزوج من أوديتا نيشاني وله منها ولدان.

## الحياة السياسية
بدأ حياته السياسية عندما انضم إلى الحزب الديمقراطي الألباني عام 1991 أثناء الأزمة الاقتصادية في البلاد . بعدها عمل كرئيس للعلاقات الخارجية في وزارة الدفاع ثم كرئيس لمكتب الناتو في وزارة الخارجية وفي عام 1996 عاد للعمل مجدداً في وزارة الدفاع .
بعد خسارة الحزب الديمقراطي في الانتخابات البرلمانية عام 1997 فقد عمله وأصبح رئيس مجلس منظمة اليورو-أطلسي العسكرية . و بعد انتصاره في انتخابات العام 2005 تولى منصب وزير الشئون الداخلية في حكومة الرئيس سالي باريشا ثم انتصر في انتخابات أخرى في سبتمبر 2009 ليتولى منصب وزير العدل و لكن في 2011 عاد ليتولى منصب وزير الشئون الداخلية .
وفي 12 يوليو 2012 بعد انتصاره في الانتخابات الرئاسية نيشاني استقال من وزارة الشئون الداخلية .

## روابط خارجية
- بويار نيشاني على موقع مونزينجر (الألمانية)